# Cœur-de-Causse
Cœur-de-Causse è un comune francese del dipartimento del Lot della regione dell'Occitania.
È stato creato il 1º gennaio 2016 dalla fusione dei preesistenti comuni Beaumat, Fontanes-du-Causse, Labastide-Murat, Saint-Sauveur-la-Vallée e Vaillac.
Il capoluogo è la località di Labastide-Murat.